# Pavol Országh Hviezdoslav

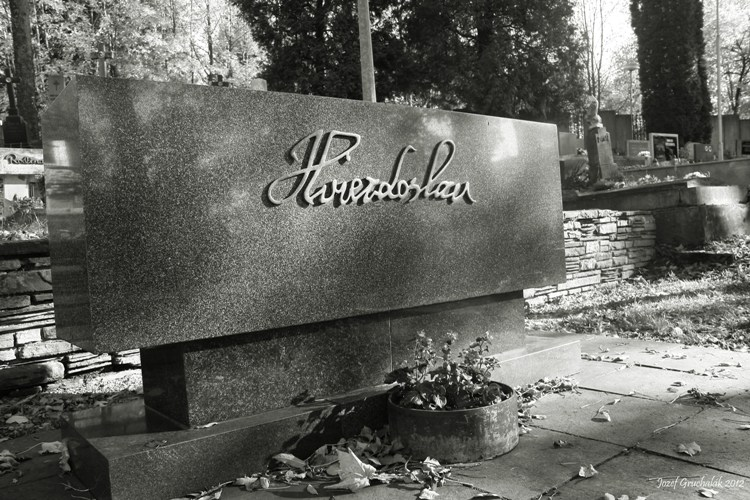
Hrob Pavla Országha Hviezdoslava na historickém hřbitově v Dolném Kubíně

Pavol Országh Hviezdoslav (vlastním jménem Pavol Országh, pseudonymy Hviezdoslav, Jozef Zbranský, Syn ľudu, Hviezďo a jiné) (2. února 1849, Vyšný Kubín, Uhersko – 8. listopadu 1921, Dolný Kubín, Československo) byl slovenský básník, spisovatel-prozaik, dramatik a překladatel, jedna z vedoucích osobností slovenské literatury a slovenské kultury vůbec.

## Životopis
Narodil se na Oravě na severním Slovensku jako třetí dítě chudého zemana. Základní vzdělání nabyl ve svém rodišti, v Jasenové a v Leštinách. Jako žák měl velmi dobré studijní výsledky a v roce 1862 se dostal na gymnázium v maďarském Miškovci. Zde bydlel u svého strýčka – krejčovského mistra. Na prázdniny nejezdil domů, ale zůstával v Miškovci, kde prostudoval celou strýčkovu knihovnu. Tak si oblíbil poezii a díla maďarských básníků. Po strýčkově smrti v roce 1865 se vrátil domů na Slovensko a nastoupil na evangelické gymnázium v Kežmarku. Po ukončení gymnaziálních studií se přestěhoval do Prešova, kde studoval na Právnické akademii. V době studií pracoval jako editor studentského almanachu Napred. Studium ukončil v roce 1872 a začal působit jako advokátní koncipient ve slovenských městech Dolný Kubín, Martin nebo Senica. V roce 1875 v Budapešti složil advokátské zkoušky a otevřel si v Námestově (1875 – 1899) samostatnou advokátní praxi. Všechna svá tvůrčí léta tak prožil na Oravě, kde působil také jako člen soudu nebo vedoucí filiálky Tatrabanky. V roce 1876 odjel do Dolného Kubína, kde se stal přísedícím soudcem, v květnu se oženil s Ilonou Novákovou, dcerou místního evangelického seniora. Jejich manželství bylo bezdětné, ale když v roce 1887 zemřela jeho matka, v roce 1888 jeho otec a o rok později i jeho bratr Mikuláš, rozhodl se s manželkou, že adoptují obě Mikulášovy děti, synovce Jaroslava a neteř Sidónii.
V květnu roku 1918 vedl slovenskou delegaci na oslavách 50. výročí vzniku Národního divadla v Praze. Do svého projevu vložil náznak možného blízkého spolužití Slováků a Čechů. Proto koncem téhož roku nadšeně přivítal vznik Československa a s ním i vytvoření reálných perspektiv pro svobodný rozvoj slovenského národního života. V letech 1919–1920 zasedal v Revolučním národním shromáždění. Krátce na to se v  roce 1921 začal rapidně zhoršovat jeho zdravotní stav, a po léčení v Praze a Luhačovicích nakonec zemřel v Dolném Kubíně, kde je i pochován.

## Tvorba
Jeho literární začátky nebyly nijak jednoduché. Ještě v době studií začal psát první básně v maďarštině a němčině, které měly úspěch u jeho učitelů a také s nimi získával i různé ceny. První pokusy o vydání vlastního díla sahají do 60. let 19. století, kdy oravští národovci vydali vlastním nákladem jeho prvotinu Básnické prviesenky, kterou vydal pod pseudonymem Jozef Zbranský. V roce 1871 zredigoval spolu s Kolomanem Banšellem almanach Napred, ale tento sborník vyvolal u starší generaci (např. Jozef Miloslav Hurban, Andrej Sytniansky a jiní) tak silný odpor, že tomuto mladému básníkovi nebylo umožněno uveřejňovat svá díla v jediném slovenském literárním měsíčníku Orol. Tato situace se změnila až po odchode Andreje Sytnianského z redakce časopisu. Kromě tohoto časopisu uveřejňoval svoje díla též v časopisu Slovenské pohľady.
Jednoslovný pseudonym Hviezdoslav použil poprvé v roce 1877 v básnickém nekrologu za zesnulým Viliamem Pauliny-Tóthem, a důrazně ho používal při podepisování svých děl až do konce svého života. Toto rozhodnutí nebylo náhodné. Jménem Hviezdoslav si splnil svůj dětský sen, kdy ho fascinoval pohled na nekonečné prostory noční oblohy, poseté nespočetným množstvím hvězd a souhvězdí.
Ve své tvorbě navázal na tvorbu slovenských romantických básníků, zejména na tvorbu Andreje Sládkoviče. Postupně se zformoval na typ tvůrce vědomě usilujícího dosáhnout vysokou míru univerzálnosti svého díla jakožto celku. Svoji tvorbu rozvíjel po linii lyrické (reflexivní lyrika a přírodní lyrika) a epické, které realizoval veršem. V oblasti dramatické se pokoušel kombinovat verše s prozaickou větou. Na jeho dramatickou tvorbu měla vliv díla Williama Shakespeara nebo Friedricha Schillera. Díla však vyznívala pseudoromanticky a nebyla technicky zvládnuta. Samostatný okruh v jeho díle tvoří tzv. biblická epika, společensky a filosoficky aktualizující biblické náměty. Po roce 1900 dominují v jeho tvorbě kratší útvary – balady, historická epika a básně s milostnou tematikou. Pro lyriku jako celek je charakteristické, že projevy intimního života i projevy občanského postoje se v ní prolínají a tvoří jednotný celek, který je zdrojem jeho básnické velikosti.
P. O. Hviezdoslav zaujal aktivní formovatelností – kritický vztah k národní realitě. Jeho vztah ke skutečnosti se projevil skrze záměrné úsilí sjednocovat osobní a společenské momenty na základě dramatické konfrontace zkušenosti a ideálu. Lyrika je klíčem k ideové interpretaci celého jeho díla a je stále přítomna v každé etapě jeho tvorby. Trvalým znakem Hviezdoslavovy lyriky je rozpětí od intimních a rodinných motivů k problémům národním a světovým, přičemž se toto rozpětí prohlubovalo o sociální vztahy uvnitř vlastního národa.
Významnou součást Hviezdoslavovy tvorby tvoří jeho překladatelská činnost, kde v širokém rozsahu uplatnil svoji poetiku, ale obsah a smysl překládané poezie a dramat tlumočil věrně a v duchu originálu. Překládal díla ruských básníků (Alexandr Sergejevič Puškin – Cikáni, Boris Godunov, Kavkazský zajatec a jiná, Michail Jurijevič Lermontov – Démon), německých básníků (Johann Wolfgang Goethe – Faust a Friedrich Schiller – Píseň o zvonu), ale též překládal díla z polštiny (Adam Mickiewicz, Juliusz Slowacki). Překládal i divadelní hry z angličtiny (William Shakespeare – Hamlet, Macbeth, Sen noci svatojánské), z maďarštiny přeložil verše Sándora Petőfiho a hru Imreho Madácha Tragédie člověka.

## Hviezdoslavův jazyk a poetika
Jazyk díla Pavla Országha Hviezdoslava čeká na plné zapojení do slovenského filosofického diskursu. Soustavu Hviezdoslavových filosofických (explicitních a implicitních) významových útvarů by bylo možno označit jako transrealismus – jazyk, kterým je napsáno Hviezdoslavovo dílo, umožňuje „poňať i pomenovať všetky veci i všetky polohy ľudského ducha – od vesmírnych galaxií po najdrobnejšiu rastlinu na zemi, od dejinnej filozofickej reflexie po jednoduchý prejav ľudového myslenia, od najabstraktnejších pojmov vo sfére intelektu po konkrétny inštrumentár roľníkovej práce.“[zdroj?]
Tento jazyk umožňuje pochopit i vyslovit tragiku i idylu života, vyjádřit pokoru i revoltu, procítit a prožít zoufalství i naději. „Slovo tohto jazyka "dopadá celou plochou presne tam, kam bolo mierené, (…) je to reč, ktorá si práve pri tomto všadeprenikaní buduje pevný vnútorný poriadok, umelecky opretý o významovú presnosť prehovoru a konštrukčne vyváženú líniu verša.“

## Dílo

### Lyrické cykly
- 1882 / 1886 – Sonety
- 1885 / 1896 – Letorosty I., Letorosty II. a Letorosty III.
- 1885 / 1896 – Žalmy a hymny
- 1898 – Prechádzky jarom
- 1898 – Prechádzky letom
- 1903 – Stesky
- 1914 – 1918 – Krvavé sonety

### Básnické sbírky a ostatní poezie
- 1868 – Básnické prviesenky Jozefa Zbranského
- 1879 – Ilona Žltovlas
- 1880 – Krb a vatra (jen rukopis, sbírka nevyšla)
- 1888 – Čierny rok
- 1888 – Mlyn v Tatrách
- 1889 – Na obnôcke
- 1890 – V žatvu
- 1891 – Poludienok
- 1892 – Večera
- 1909 / 1911 – Dozvuky

### Epická díla
- 1882 – Agar
- 1884 / 1886 – Hájnikova žena
- 1888 – Bútora a Čútora
- 1890 – Ežo Vlkolinský
- 1884 / 1886 – Gábor Vlkolinský
- 1892 – Ráchel
- 1897 – Vianoce
- 1900 – Kain
- 1900 – Sen Šalamúnov

### Dramata
- 1868 – Vzhledanie
- 1869 – Pomsta
- 1871 – Otčim
- 1879 – Oblaky
- 1904 – Na Luciu
- 1909 – Herodes a Herodias